# Tirage au charbon
Le tirage au charbon est un procédé photographique ancien qui consiste à plonger un tissu ou un papier dans une solution colloïdale de dichromate de potassium pour obtenir sa sensibilisation à la lumière. Cette solution incorpore également du carbone, de la gélatine et du colorant. Le procédé initial a été créé par Alphonse Poitevin en 1855. Ce procédé a été utilisé lors de l'étude de la décoloration des tirages photographiques et a été breveté en 1864 par Joseph Wilson Swan. Le développement de ce procédé a été utilisé pour imprimer des copies jusqu'à l'arrivée d'autres systèmes comme l'impression offset.
Il est considéré comme un type d'impression noble. Les copies photographiques obtenues ont des tons sombres et brillants et sont très durables. Le papier pigmenté est mis en contact avec un négatif et lorsqu'il est exposé à la lumière, la gélatine se solidifie en fonction de la quantité de lumière reçue. Puis il est remis en contact avec un autre papier imprégné de gélatine insoluble et tous deux sont immergés dans l'eau ; par conséquent, la gélatine permet le transfert de l'image sur l'autre feuille sous forme de relief.

### Ouvrages de photographes duXIXesiècle
- Léon Vidal
  - Photographie au charbon : recueil pratique de divers procédés de tirage des épreuves positives formées de substances inaltérables. Procédés Swan, Marion, Jeanrenaud et autres, Paris, Leiber (coll. « Encyclopédie photographique »), 1869, 162-4 p. (En ligne sur Gallica).
  - Photographie au charbon : recueil pratique de divers procédés de tirage des épreuves positives formées de substances indélébiles, procédé Johnson (report sur verre, report direct sur papier), photomètre, Paris, A. Vibien, 1870, 63 p. (En ligne sur Gallica).

- Louis Ducos du Hauron, Les Couleurs en photographie et en particulier l'héliochromie au charbon, Paris, A. Marion, 1870, 82 p. (En ligne sur Gallica).

- Alphonse Liébert, La photographie au charbon mise à la portée de tous. Nouveau procédé d'impression inaltérable par les sels de chrome ... Description pratique des opérations, Paris, Liébert (coll. « Bibliothèque des actualités industrielles », no  6), 1876, 179 p. (En ligne sur Gallica).

- Désiré van Monckhoven, Traité pratique de photographie au charbon, Paris, G. Masson, 1886, 104 p.  (En ligne sur Gallica).

- Édouard Belin, Manuel pratique de photographie au charbon, Paris, Gauthier-Villars (coll. « Bibliothèque photographique »), 1900, VI-90 p.

### Études
- Pierre Brochet, La photographie par le papier charbon : traité moderne de fabrication et utilisation du papier pigment, Pithiviers, 1995, 27 p.
- Céline Ruivo, « "Le Livre de fabrication de la compagnie générale des phonographes cinématographes et appareils de précision" : à propos d’une source pour l’histoire des recherches sur la couleur chez Pathé Frères entre 1906 et 1908 », 1895. Mille huit cent quatre-vingt-quinze, no 71,‎ 2013, p. 47-60 (lire en ligne).
- Randall Webb et Martin Reed (trad. de l'anglais par René Bouillot), L'Esprit des sels : recettes photographiques des procédés anciens, Paris, VM, 2001, 160 p. (ISBN 2-86258-222-0, OCLC 421780785), p. 101-107.